# الیکات (مریلند)
الیکت (به انگلیسی: Ellicott City) شهری در ایالت مریلند کشور ایالات متحده آمریکا است که جمعیت آن در سرشماری سال ۲۰۱۰ میلادی، ۶۵٬۸۳۴ نفر بوده‌است.